# ESET
ESET là một công ty bảo mật có trụ sở ở Bratislava, Slovakia thành lập năm 1992 sau khi sáp nhập hai công ty tư nhân.  Công ty tư nhân này có các văn phòng ở San Diego, California; Wexford, Ireland; London,  Vương quốc Anh; Buenos Aires, Argentina; và Praha, Cộng hòa Séc.

## Sản phẩm
Sản phẩm đầu tiên của ESET là NOD, một chương trình chống virus cho máy tính chạy MS-DOS.  Năm 1998, ESET cho ra phiên bản NOD32 v1.0 dùng trên Microsoft Windows, và tiếp tới là bản 2.0 trong năm 2003.  Phần hỗ trợ cuối cùng cho phiên bản v2.x là v2.70.39, phát hành vào tháng 11 năm 2006 để hỗ trợ Microsoft Windows Vista.  Vào tháng 11 năm 2007, ESET đưa ra phiên bản v3.0 và đổi tên thành ESET NOD32 Antivirus.  Công ty cũng giới thiệu sản phẩm mới là ESET Smart Security, gồm ESET NOD32 Antivirus với chức năng chống spam và tường lửa. Vào ngày 2 tháng 3 năm 2009, ESET cho ra mắt ESET NOD32 Antivirus và ESET Smart Security v4.0, là phiên bản ổn định mới nhất.
ESET NOD32 Antivirus và ESET Smart Security hỗ trợ Windows 2000, XP, Server 2003, Vista và Server 2008.  Hỗ trợ 64-bit (x86-64, không có IA-64), mặc dù chương trình chạy được trên cả các vi xử lý 32-bit và 64-bit. Người dùng các phiên bản  Microsoft Windows cũ hơn, như Windows 95, 98, Me và NT 4.0, sẽ chỉ có thể cài bản v2.70.39.
ESET cũng có phiên bản cho các thiết bị di động là ESET Mobile Antivirus cho người dùng Windows Mobile. Ngoài chức năng chống phần mềm độc hại nó còn có thêm chức năng lọc tin SMS rác.
Năm 2013, chương trình này đã có đến v6 dành cho cả ESET NOD32 và ESET Smart Security. Và hiện nay đang cho chạy bản thử nghiệm preview v7.

## Công nghệ
ESET sử dụng hợp ngữ trong các chương trình của họ để giảm tài nguyên CPU sử dụng và tăng cường dung lượng đĩa hiệu dụng.
ESET gọi cỗ máy phát hiện virus của mình là ThreatSense, sử dụng các bộ chữ ký chung và chẩn đoán. Không nên nhầm với ThreatSense.Net, là một hệ thống của ESET để gửi các file bị nghi ngờ hay là malware về các chuyên gia nghiên cứu của họ.
Các chương trình của ESET thường được kiểm định bởi các tổ chức như AV-Comparatives, AV-Test và Virus Bulletin.  ESET là công ty đầu tiên nhận 54 giải thưởng VB100 từ Virus Bulletin và không bỏ qua một mối nguy cơ nào trong bài kiểm tra của Virus Bulletin trong 6 năm cuối. Các sản phẩm ESET được chứng thực bởi ICSA Labs và West Coast Labs.